# Ceduna Airport
Ceduna Airport är en flygplats i Australien. Den ligger i kommunen Ceduna och delstaten South Australia, omkring 550 kilometer nordväst om delstatshuvudstaden Adelaide.
Trakten runt Ceduna Airport är nära nog obefolkad, med mindre än två invånare per kvadratkilometer.. Närmaste större samhälle är Ceduna, nära Ceduna Airport. 
Trakten runt Ceduna Airport består till största delen av jordbruksmark. Stäppklimat råder i trakten. Genomsnittlig årsnederbörd är 309 millimeter. Den regnigaste månaden är juni, med i genomsnitt 58 mm nederbörd, och den torraste är oktober, med 7 mm nederbörd.